# 1. slovenská národní fotbalová liga 1987/1988
V soubojích 19. ročníku 1. slovenské národní fotbalové ligy 1987/88 se utkalo 16 týmů dvoukolovým systémem podzim – jaro.

## Konečná tabulka
Zdroj: 
| Poř. | Tým                                   | Z  | V  | R | P  | VG | OG | B  |
| ---- | ------------------------------------- | -- | -- | - | -- | -- | -- | -- |
| 1.   | Slovan CHZJD Bratislava               | 30 | 19 | 7 | 4  | 51 | 18 | 45 |
| 2.   | ZVL Považská Bystrica                 | 30 | 16 | 8 | 6  | 54 | 29 | 40 |
| 3.   | Spoje Bratislava-Podunajské Biskupice | 30 | 15 | 6 | 9  | 50 | 42 | 36 |
| 4.   | Zemplín Vihorlat Michalovce           | 30 | 15 | 5 | 10 | 48 | 37 | 35 |
| 5.   | MŠK Hurbanovo                         | 30 | 13 | 9 | 8  | 34 | 25 | 35 |
| 6.   | Slovan Agro Levice                    | 30 | 14 | 4 | 12 | 46 | 31 | 32 |
| 7.   | Slavoj Poľnohospodár Trebišov         | 30 | 13 | 5 | 12 | 41 | 40 | 31 |
| 8.   | ZZO Čadca                             | 30 | 13 | 5 | 12 | 34 | 41 | 31 |
| 9.   | SH Senica                             | 30 | 11 | 7 | 12 | 33 | 28 | 29 |
| 10.  | ZŤS Košice                            | 30 | 11 | 6 | 13 | 36 | 38 | 28 |
| 11.  | Tesla Stropkov                        | 30 | 12 | 4 | 14 | 30 | 39 | 28 |
| 12.  | Chemlon Humenné                       | 30 | 12 | 4 | 14 | 35 | 37 | 26 |
| 13.  | Baník Prievidza                       | 30 | 10 | 5 | 15 | 30 | 48 | 25 |
| 14.  | TJ ZŤS Martin                         | 30 | 9  | 4 | 17 | 31 | 50 | 22 |
| 15.  | Lokomotíva Košice                     | 30 | 6  | 6 | 18 | 21 | 40 | 18 |
| 16.  | ČH Bratislava                         | 30 | 5  | 7 | 18 | 21 | 52 | 17 |

Poznámky:
- Z = Odehrané zápasy; V = Vítězství; R = Remízy; P = Prohry; VG = Vstřelené góly; OG = Obdržené góly; B = Body

|  | 1. československá fotbalová liga 1987/88 |
|  | Sestup do 2. SNFL                        |

## Soupisky mužstev

### Slovan CHZJD Bratislava
Karel Stromšík (30/0),
Alexander Vencel (2/0) −
Róbert Bielek (2/0),
Miroslav Danek (1/0),
Rudolf Ducký (29/9),
Stanislav Gorel (22/2),
Pavol Gostič (12/0),
Ján Guziar (7/3),
Ľubomír Havran (25/1),
Miroslav Hirko (28/9),
Jozef Juriga (22/2),
Roman Kudlík (6/1),
Ladislav Pecko (29/8),
Ladislav Repáčik (23/2),
Peter Rýzek (4/0),
Ivan Schulcz (20/0),
Igor Schweighofer (9/0),
Emil Stranianek (3/0),
Tomáš Stúpala (21/0),
Milan Suchánek (13/0),
Milan Šimora (4/0),
Jaroslav Timko (24/7),
Dušan Tittel (27/3),
Eugen Varga (15/3) –
trenéři Ján Zachar

### ZVL Považská Bystrica
Peter Bartek (2/0),
Vladimír Figura (28/0),
Miroslav Valenta (1/0) –
Milan Bartko (29/6),
Pavol Bartoš (25/2),
Rastislav Fiantok (27/8),
Miloš Holenda (4/0),
Ľubomír Kopinec (18/2),
Ľuboš Kostalanský (2/0),
Pavol Košík (29/0),
Jozef Kukučka (29/1),
Miloš Lejtrich (29/18),
Vladimír Masár (27/5),
Milan Meliš (26/2),
Stanislav Močár (17/3),
Milan Novák (22/6),
Miroslav Pribila (6/0),
Ján Tatiersky (5/0),
Jaroslav Vágner (21/1),
Štefan Zaťko (26/0),
Jaroslav Žídek (2/0) –
trenér Ján Bodnár

### Spoje Bratislava-Podunajské Biskupice
Ivan Maljar (23/0),
Ivan Mikuš (7/0) –
Ľudovít Adam (27/0),
Juraj Belica (26/7),
Slavomír Bielka (9/1),
Peter Cerovský (29/10),
Ján Csefalvay (21/1),
Ľubomír Demjanovič (11/0),
Róbert Fischer (28/1),
Peter Gramblička (24/8),
Ondrej Gubančok (5/0),
Ján Haspra (21/6),
Branislav Janko (5/1),
Julian Kaničár (12/1),
Milan Kříž (27/2),
Otto Lörincz (8/0),
Dušan Magula (19/9),
Jozef Olša (28/0),
Ladislav Steindl (6/0),
Roman Turček (15/2),
Vojtech Varga (17/0),
Martin Venéni (8/1)
Ľubomír Zrubec (10/0) –
trenér František Urvay

### Zemplín Vihorlat Michalovce
Ľuboš Babjak (20/0),
Peter Kolbas (5/0),
Milan Palovčák (6/0) –
Štefan Čižmadia (3/0),
Ľubomír Čižmár 30/4),
Vladimír Gaľa (4/0),
Peter Geroč (30/4),
Vojtech Juraško (27/0),
Michal Kapráľ (3/0),
Štefan Kondor (22/1),
Ladislav Krivák (16/0),
Ján Leško (3/2),
Miroslav Paško (1/0),
Jozef Porvaz (18/2),
Radek Sasák (25/2),
Pavol Sütö (25/3),
Peter Tomko (7/0),
Vladimír Vankovič (27/18),
Ján Varga (29/0),
Michal Varga (27/1),
Michal Vasil (21/3),
Jozef Žarnay (29/8) –
trenér Fridrich Bliščák

### Agro Hurbanovo
Viliam Bilko (1/0),
Stanislav Fišan (11/0),
Norbert Juračka (19/0) –
Miroslav Bachratý (19/2),
Peter Bachratý (8/0),
Slavomír Benko (3/0),
Miroslav Bojnák (8/0),
Ivan Burcel (14/0),
Milan Bureš (8/0),
Rudolf Gendiar (30/4),
Emil Golán (5/0),
Marián Halás (28/3),
František Halasi (7/1),
Ján Herda (23/1),
Gabriel Hornyák (15/3),
Zdenko Kováč (16/4),
Igor Lančarič (20/5),
Dušan Maluniak (16/0),
Ján Meszároš (16/2),
Igor Mokroš (22/1),
Jozef Ravasz (27/3),
Dušan Sepeši (7/0),
Milan Srňanský (25/1),
Eugen Varga (15/3),
Alfonz Višňovský (24/0) –
trenér Dušan Radolský

### Slovan Agro Levice
Dezider Halmo (30/0) –
Ivan Baláž (28/0),
Ľubomír Bartovič (24/9),
Peter Fabián (7/0),
Karol Herák (14/3),
Ľuboš Herman (12/2),
Ivan Horniš (19/2),
Miroslav Chlpek (22/0),
Štefan Klenko (2/1),
Miloš Klinka (28/1),
Milan Kováč (24/1),
Milan Lackovič (30/4),
Ján Maslen (29/2),
Jozef Pichňa (1/0),
Jozef Remeň (17/0),
Ladislav Sokol (24/5),
Ladislav Struhárňanský (24/7),
Peter Ševčík (24/7),
Peter Valkovič (28/7) –
trenér Štefan Šimončič

### Slavoj Poľnohospodár Trebišov
Emil Sudimák (30/0) –
Andrej Blanár (25/2),
Zoltán Breuer (30/0),
Alexander Comisso (20/2),
Ľudovít Čonka (1/0),
Ján Drozd (2/0),
Jozef Džubara (22/2),
Róbert Filko (18/1),
Peter Furda (25/2),
Pavol Gomolčák (9/0),
Milan Jakim (7/0),
Jozef Gazdag (15/0),
Milan Juhás (13/2),
Bartolomej Juraško (29/12),
Rastislav Kuba (3/0),
Jaroslav Kurta (24/3),
Cyril Migaš (25/3),
Gabriel Németh (2/0),
Ján Panda (3/0),
Martin Poláček (9/0),
Vladimír Rusnák (28/1),
Milan Siksa (5/1),
Vladimír Stanko (8/0),
Mário Suchý (1/0),
Jozef Šmitala (22/1),
Štefan Šoltész (22/9) –
trenér Štefan Nadzam

### ZZO Čadca
Jozef Gálik (29/0),
Peter Škola (1/0) –
Pavol Baďura (1/0),
Miroslav Baka (29/0),
Peter Baník (15/1),
Ján Berešík (28/3),
Vladimír Čilo (20/3),
Rudolf Dejčík (5/0),
Pavol Greguš (13/1),
Eduard Halada (2/0),
Vladimír Hýll (25/3),
Jozef Jakubec (20/1),
František Jantoš (2/0),
Ján Kocúr (20/4),
Ladislav Kolembus (18/1),
Vladimír Kopásek (30/0),
Ladislav Kubica (25/4),
Alojz Kulla (7/0),
František Ondrejáš (20/4),
Miroslav Oravec (16/0),
Miroslav Radolský (14/3),
Pavol Strapáč (13/3),
Milan Šmehýl (23/0),
Štefan Vanák (2/0),
Jozef Vanin (11/3) –
trenér Milan Benčok

### SH Senica
František Jurkovič (22/0),
Štefan Potůček (6/0),
Radoslav Valjent (3/0) –
Viktor Buzay (27/3),
Juraj Fila (1/0),
Ladislav Harsa (15/1),
Fridrich Hutta (20/0),
Peter Hutta (8/0),
Miroslav Jakubovič (9/0),
Ivan Kavecký(25/1),
Emil Krajčík (28/4),
Branislav Kubica (27/6),
Jozef Lopatka (2/0),
Dušan Miča (30/0),
Jozef Mikula (12/0),
Vojtech Petráš (27/5),
Miroslav Reha (20/0),
Jozef Růžička (20/2),
Štefan Sadloň (22/8),
Jozef Uhlár (28/3),
Jozef Vanek (16/0),
Milan Zíšek (10/0) –
trenér Fridrich Hutta st.

### ZŤS Košice
Jaroslav Olejár (28/0),
Ivo Pilip (2/0) –
Juraj Bilohlávek (3/0),
Pavol Duraj (2/0),
Peter Dzúrik (16/0),
Milan Flašík (13/0),
Ján Gajdoš (15/2),
Jaroslav Gorej (16/10),
Anton Havran (2/0),
Michal Ivan (5/0),
Pavol Jurčo (1/0),
Pavol Kretovič (27/0),
Jozef Majoroš (13/3),
Vladimír Marchevský (30/1),
Peter Mužík (26/6),
Slavomír Nickel (1/0),
Anton Petrovský (30/1),
Jaroslav Pollák (8/0),
František Rendoš (2/0),
Peter Sabol (20/1),
Jozef Sobota (11/3),
Stanislav Šimčák (14/0),
Cyril Stachura (22/2),
Štefan Švaňa (9/1),
Ľuboš Tomko (24/0),
Erik Vágner (6/1),
Ladislav Vankovič (1/0),
Štefan Zajac (26/4) –
trenér Ján Gajdoš st.

### Tesla Stropkov
Marek Jenčo (4/0),
Ľuboš Kavka (26/0) –
Stanislav Durkoš (14/0),
Zdenko Fedeš (25/0),
Miroslav Fedor (8/0)
Jozef Gazda (24/2),
Peter Hurný (18/0),
Ľubomír Hutňan (1/0),
Rudolf Jakubčo (28/0),
Ján Krok (1/0),
Alojz Lehocký (29/8),
Jozef Lehocký (1957) (13/2),
Jozef Lehocký (19/0),
Emil Mati (11/0),
Marián Očipka (22/6),
Jaroslav Paňko (23/2),
Jozef Pariľák (29/1),
Pavol Piršč (26/0),
Martin Senaj (25/7),
Peter Sokol (2/0),
Jozef Štefko (8/0) –
trenér Vladimír Rusnák

### Chemlon Humenné
René Babušík (30/0) –
Martin Babin (11/1),
Ján Balaščík 25/3),
Milan Béreš (28/9),
Milan Bober (12/1),
Štefan Čirák (8/1),
Milan Danko (26/3),
Andrej Demjanovič (17/7),
Jaroslav Ferko (17/1),
Miroslav Hajdučko (6/1),
Michal Ivan (4/0),
Jaroslav Jelo (15/0),
Leonid Kocurišin (15/1),
Slavomír Kočerha (26/1),
Michal Kopej (29/1),
Marián Macko (29/1),
Milan Nazad (2/0),
Dušan Papjak (23/2),
Zbyněk Pavličko (10/0),
Milan Soták (1/0),
Vladimír Uličný (19/0),
Jaroslav Varchola (15/3),
Ladislav Vasilenko (23/0) –
trenér Jozef Balažovič

### Baník Prievidza
Marián Magdolen (14/0),
Pavol Petruf (6/0),
Michal Šimko (11/0) –
Juraj Bátora (20/0),
Miroslav Bobka (28/5),
Jaroslav Derco (11/0),
Štefan Hodas (9/0),
Jaroslav Košecký (4/1),
Ivan Krnáč (24/3),
Milan Kušnír (28/2),
Michal Kuzma (17/3),
Daniel Lauko (17/1),
Miroslav Liška (5/2),
Ivan Maderič (3/0),
Pavol Mucha (3/0),
Ivan Nemčický (28/1),
Milan Peciar (22/2),
Ľubomír Plevka (4/0),
Peter Rybár (1/0),
Jozef Sluka (8/0),
Jaroslav Šebík (15/4),
Vladimír Škultéty (15/1),
Vladimír Šlosár (21/2),
Jozef Tomasta (24/1),
Dušan Uškovič (25/2),
Róbert Žember (24/0) –
trenér Anton Hrušecký

### TJ ZŤS Martin
Milan Hazucha (11/0),
Viliam Rendko (19/0) –
Milan Bielik (30/2),
Ján Blahušiak (21/0),
Jaroslav Boroviak (15/1),
Ladislav Cabadaj (29/8),
Jaroslav Enderla (5/0),
Stanislav Fekeč (21/2),
Vladimír Goffa (14/4),
Vladimír Husárček (1/0),
Vladimír Huťka (15/0),
Ivan Janči (2/0),
Jozef Kopecký (27/2),
Peter Latečka (11/0),
Igor Lavrenčík (16/2),
Marián Lavrenčík (16/2),
Roman Líška (8/1),
Milan Macho (29/1),
Ladislav Machovič (15/0),
Jozef Plazák (23/0),
Ivan Šefčík (18/0),
Boris Šimkovič (5/0),
Dušan Török (9/0),
Miroslav Vereš (22/5) –
trenér František Katerinčin, od 1. 1. 1988 Vladimír Sýkora

### Lokomotíva Košice
Stanislav Seman (30/0) –
Peter Andrejco (22/0),
Bohumil Andrejko (5/0),
Milan Bečka (19/2),
Jaroslav Begáni (1/0),
Stanislav Bosák (24/3),
František Diheneščík (7/0)
Alojz Fedor (27/2),
Slavomír Hajčák (9/0),
Marián Jozef (23/1),
Milan Juhás (10/0),
Peter Kosiar (25/8),
Ladislav Kuczik (1/0),
František Kunzo (16/0),
Peter Lovacký (17/0),
Ján Máčaj (12/0),
Peter Matovič (29/0),
Miroslav Matulaj (8/0),
Marián Mižák (3/0),
Martin Obšitník (16/0),
Alexander Péter (25/4),
Peter Sepeši (27/1).
Ladislav Štecák (13/0),
Martin Šuchter (1/0),
Milan Urban (1/0) –
trenér Vojtech Malaga

### ČH Bratislava
Jozef Aštary (4/0),
Július Greif (14/0),
Peter Hanúsek (1/0),
Vladimír Mička (11/0) –
Augustín Antalík (4/0),
Anton Filarský (13/0),
Jozef Fleško (25/1),
Pavol Gabriš (7/0),
Milan Gabura (7/0),
Ján Gálik (12/0),
Igor Holeš (17/1),
Peter Hovorka (14/0),
Tibor Jančula (29/4),
Marián Ježík (9/1),
Imrich Kľačko (3/0),
Jozef Lorenc (22/3),
Štefan Maixner (25/3),
Miroslav Marko (17/0),
Ľubomír Maruna (25/0),
Peter Medgyes (14/0),
Peter Michalec (13/2),
Stanislav Orth (7/0),
Roman Pivarník (15/1),
Jozef Režnák (14/3),
Ladislav Šimčo (9/0),
Ondrej Šmelko (12/0),
Marián Tibenský (22/2),
Igor Valent (13/0) –
trenér Dušan Jacko, od 1. 1. 1988 Anton Urban